# Philip Arctander
Philip Arctander, född 14 juni 1916, död 27 januari 1994, var en dansk arkitekt.
Arctander studerade vid Det Kongelige Danske Kunstakademi och anställdes 1947 som forskningsledare vid Statens byggeforskningsinstitut. Han ritade några år senare Valby Idrottspark. 1946 ritade han en utbyggnad av Köpenhamns rådhus. Arcander var ordförande för Akademisk arkitektforening 1955-1961 och blev 1962 medlem i Akademiet for de tekniske videnskaber. Han var ordförande för Danske Arkitekters Landsforbund 1966-1969. 1975 erhöll Arcander Eckersbergmedaljen. Han publicerade 1985 boken Oprør fra flertallet : en bog om socialisme på dansk, med illustrationer av Claus Deleuran.